# Неоліт Африки
До характерних рис неоліту є збереження кам'яної промисловості за наявності виробляючого господарства (землеробство і тваринництво). Також іноді атрибутом цього історичного періоду називається технологія випалу глини (кераміка).
"Епоха скотарів" почалася в Північній Африці 8 тис. років тому, хоча батьківщиною тваринництва був, мабуть, Близький Схід. Існують суперечки щодо того, чи сприяли північноафриканські скотарі опустелювання Сахари чи ні. Характерною пам'яткою цього часу є Набта-Плая. На його основі формувалася культура додинастичного Єгипту. До північноафриканського неоліту відноситься Тенерійська культура на території сучасного Нігеру. Окремо виділяють Магрибський неоліт, носіями якого були мехтоїди. У Східній Африці ранні пам'ятки керамічного неоліту представлені Ельментейтом.
3 тис. років тому неоліт проник у Нігерію (Нок). Звідти через Камерун пізніше І тис. до н. е. неоліт поширюється на Центральну Африку в басейн річки Конго (Горизонт Імбонга). Часто поширення неоліту пов'язують із міграцією банту. Від східноафриканських народів нілотської групи (масаї) пастуший тип господарства запозичили і південноафриканські готтентоти (хоча бушмени зберегли донеолітичний побут).